# 最后进场

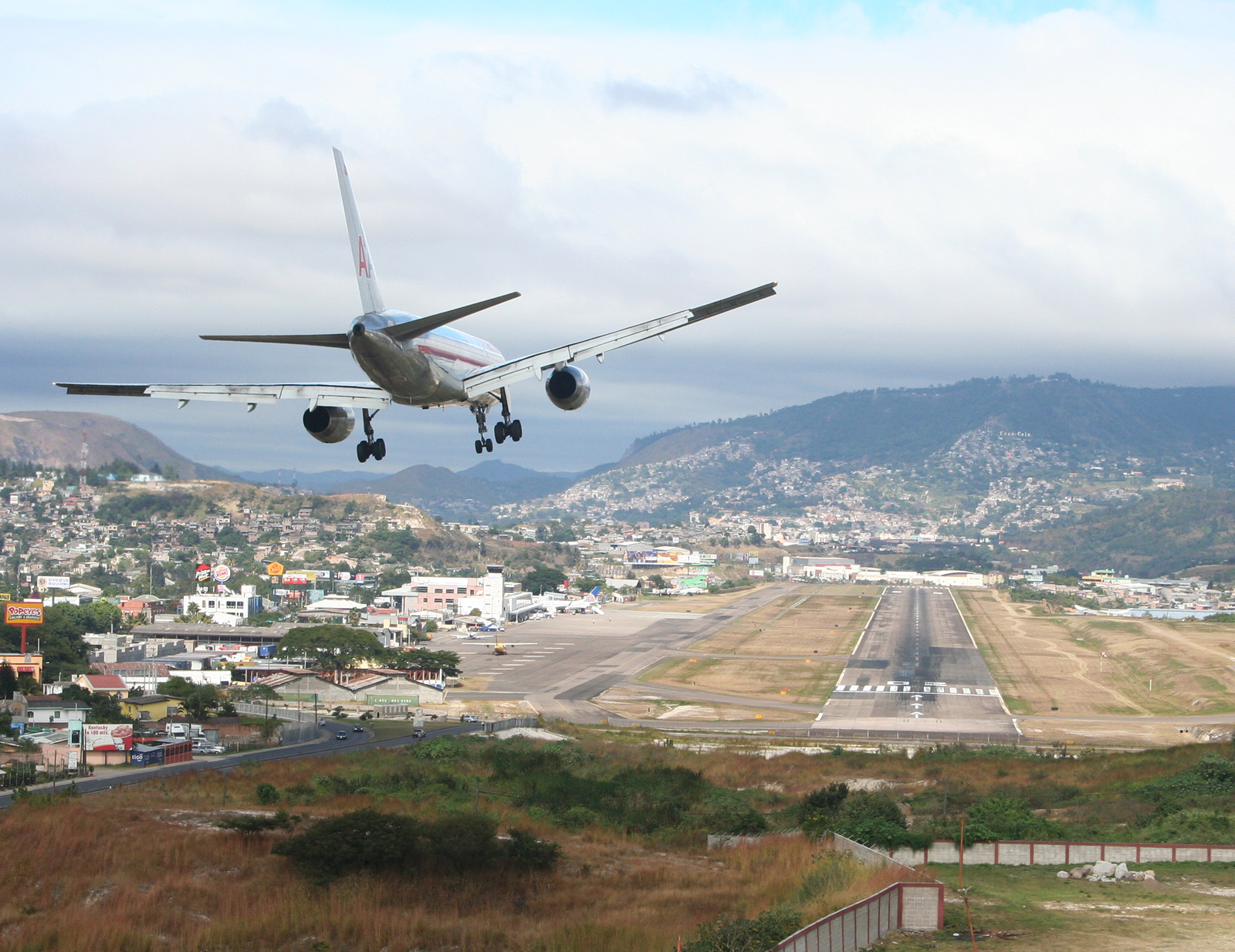
飞机正最终进近至通孔廷国际机场

最后进场（又名最终进近、五边进近或五边）是飞机进近至着陆前的最后一部分航段，飞机需要在此过程中对准跑道并下降。航空无线电通讯中，此过程通常简称为“五边”（Final）。
在目视气象条件（VMC）下的常用机场交通模式中，飞机需在距机场1.5到2英里处从四边（Base，又可称底線）转向至五边（最後進場邊）。 对于仪表进近及根据目視飛行規則（VFR）的进近，飞行员通常会直接飞入五边。在美国的无塔台机场中，这种做法是不被鼓励的。

## 进近航道
进近航道或进近滑道（Approach slope）是飞机在五边着陆至跑道上时所用的航径，得名于其略微向下的斜度。五边进近常常使用向下3°的航径。但是，部分机场由于其周围的地形、建筑物及其他种种情况，其进近航道可能会相对陡峭。举个例子，倫敦城市機場的进近航道为5.5°，同时其规定仅有可保持此角度的飞机才可使用此机场。

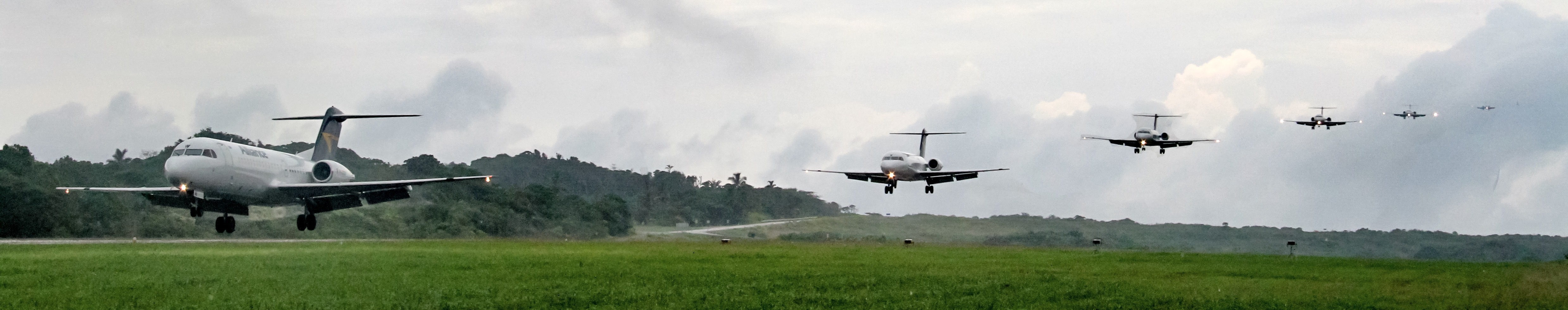
联盟航空公司的一架福克70型飞机在聖誕島機場上的最后进近的合成照片，图中显示了飞机的跑道进近航道

术语下滑道通常用于描绘大部分的进近航道，但实际上此词语是指仪表着陆系统的垂直引进部分。

## 最后进场点

仪表着陆系统的下滑道及着陆航向信标台的无线电波，用于将飞机引进最终进近航径

使用垂直引进的仪表进近里的最后进场点是最低海拔高度的下滑道或下滑道截获点（国际民用航空组织定义）。
在美国，最后进场点又名最后进近定位点（Final Approach Fix，简称FAF），其通常以闪电符号标记在NACO IAP上，或以下滑道路径符号标记在Jeppesen末端航图上。最后进近定位点是在最后进场阶段开始仪表进近的点；非精密进场中的最后进近点马耳他十字符号标出。在美国，当机场未安装进近导航辅助设施时，最终进近点为“飞机程序转弯的最终进近航线上，可开始降落的点”。

## 脚注
1. ↑  原文：“where the aircraft is established inbound on the final approach course from the procedure turn and where the final approach descent may be commenced”